# Ryota Tanabe
Ryota Tanabe (født 10. april 1993) er en japansk fodboldspiller.
Han har spillet for flere forskellige klubber i sin karriere, herunder Nagoya Grampus og Roasso Kumamoto.